# Sandrine Van Handenhoven
Sandrine Laure Van Handenhoven (Sint-Niklaas, 3 juli 1984) is een Belgische zangeres en presentatrice. Ze is de zus van ex-voetballer Gunther Van Handenhoven.

## Biografie
Sandrine stond voor het eerst op de planken in de jongerenproductie BBB en wasverzachter (2002, Natascha Pire) van het theater- en dansgezelschap fABULEUS.
Van Handenhoven nam in 2004 deel aan de Vlaamse talentenjacht Idool, waar ze de derde plaats behaalde. Aanvankelijk zou platenmaatschappij Sony-BMG maar één contract uitreiken, aan de winnaar, maar men besloot Van Handenhoven ook een contract aan te bieden. In 2007 vormde ze een eigen band, met muzikanten als Patrick Dorcean (Zap Mama), Nina Babet (Ozark Henry), Daniel Romeo (Axelle Red) en Hans Francken (Clouseau).
Na haar overstap naar The Entertainment Group België in 2008 werd een nieuwe band samengesteld door musical director en toetsenist BABL (Netsky, Kate Ryan), met dezelfde drummer en Roberto Mercurio (Natalia) op bas.
Op 8 mei 2008 kwam ze voor het eerst als omroepster op het televisiescherm op Eén. In maart 2009 werd bekendgemaakt dat ze gaat stoppen met omroepen om zich terug beter op haar zangcarrière te kunnen concentreren. Op zaterdag 29 augustus 2009 nam Sandrine afscheid als omroepster van Eén.
In 2015 maakte ze haar filmdebuut in de romantische komedie Wat mannen willen.
In 2018 ging ze aan de slag als presentatrice van Hotspot op TV Oost en van Relax op ATV. Ze deed mee aan diverse musicals.
In 2023 werd ze door Gustaph gevraagd als achtergrondzangeres voor zijn deelname aan het Eurovisiesongfestival 2023.

## Albums

### That's me
In juli 2005 kwam haar eerste single uit, Goosebumps. De single, geschreven door de Britse zangeres Beverly Knight, behaalde de vierde plaats in de Vlaamse hitlijst. In het oktober 2005 verscheen de single Ass in check en haar eerste album, That's me. Van dat album kwamen in 2006 ook nog de singles I will be free en Story of Us, waarvan de laatste de soundtrack was van de film Windkracht 10: Koksijde Rescue.

### Boosted²
In het voorjaar van 2008 nam Van Handenhoven deel aan de Vlaamse voorrondes van Eurosong. Ze won de vierde voorronde en werd uiteindelijk tweede in de finale met het nummer I feel the same way, geproduceerd door haar musical director en producer BABL. In juni volgde het album Boosted², een dubbel-cd met ieder een eigen stijl. In de zomer scoorde Sandrine nog een hit met het nummer Like a bullet, een cover van de Duitse Stefanie Heinzmann. Fans besloten dat In the back de derde single werd van Boosted².

### Get Ready (Cause here I come)
In 2010 bracht Sandrine een Motown-plaat uit, met covers van o.a. The Supremes. De zangeres investeerde haar eigen kapitaal in deze naar eigen zeggen dure productie. Het zou aanvankelijk een Amerikaanse productie worden maar deze plaat werd uiteindelijk toch in België geproduceerd, eveneens door BABL. Het album telt twee duetten met Grammy winnaar Brian McKnight en Jermaine Paul, de achtergrondzanger van Alicia Keys. Deze duetten en een aantal van Sandrine's vocals werden in de VS opgenomen. Het album werd in het Coca Cola Visitors Center in Wilrijk voorgesteld en in Hollywood maar de Belgische en internationale radiozenders programmeerden de liedjes maar met mondjesmaat in hun zendschema's, volgens hun woordvoerders omdat Motown niet in de programmatie past.

## Musical
- 2010: Notre-Dame de Paris - Esmeralda (Musical Van Vlaanderen)
- 2015: Dreamgirls - Deena (Music Hall & Albert Verlinde Entertainment)
- 2018: Zoo of Life - Masha (Luc Stevens Producties)
- 2022: Josephine B. - Josephine Baker (Judas TheaterProducties)
- 2023 - 2024: Rapunzel - de heks (Deep Bridge)
- 2024: Hairspray - Motormouth Maybelle (Deep Bridge)
- 2024: Spektakel Musical '14-'18 - Anna (Studio 100)

## Filmografie
- 2007: Sara - zangeres
- 2009: Prinses en de Kikker - Tiana (stem, nasynchronisatie)
- 2015: Wat mannen willen - Naomi
- 2024: Wicked - Elphaba Thropp (stem, nasynchronistatie)
- 2024: Single Bells - Alex
- 2025: Assisen - Talisa

## Discografie

### Albums
| Album met hitnotering(en) in de Vlaamse Ultratop 200 albums | Datum van verschijnen | Datum van binnenkomst | Hoogste positie | Aantal weken | Opmerkingen |
| ----------------------------------------------------------- | --------------------- | --------------------- | --------------- | ------------ | ----------- |
| That's Me                                                   | 03-10-2005            | 08-10-2005            | 6               | 19           |             |
| Boosted²                                                    | 27-06-2008            | 05-07-2008            | 10              | 14           |             |
| Get ready cause here I come                                 | 03-12-2010            | 11-12-2010            | 44              | 6            |             |

### Singles
| Single met hitnotering(en) in de Vlaamse Ultratop 50 | Datum van verschijnen | Datum van binnenkomst | Hoogste positie | Aantal weken | Opmerkingen                 |
| ---------------------------------------------------- | --------------------- | --------------------- | --------------- | ------------ | --------------------------- |
| Goosebumps                                           | 2005                  | 02-07-2005            | 4               | 17           |                             |
| Ass in check                                         | 2005                  | 22-10-2005            | 31              | 10           |                             |
| I will be free                                       | 2006                  | 18-03-2006            | 25              | 12           |                             |
| Story of us                                          | 2006                  | 02-09-2006            | 24              | 10           |                             |
| I Feel the Same Way                                  | 10-03-2008            | 22-03-2008            | 2               | 16           |                             |
| Like a bullet                                        | 27-06-2008            | 09-08-2008            | 49              | 1            |                             |
| Money that's what I want                             | 18-04-2011            | 18-06-2011            | tip40           | -            |                             |
| Big mountain                                         | 2013                  | -                     |                 |              | Nr. 96 in de Single Top 100 |

## Tracklist-informatie
| 1. Ass in Check 2. I Will Be Free 3. Hi on You 4. Goosebumps 5. Try 6. From Scratch 7. Until I Fell for You 8. Sugar High 9. Haha 10. Sending Me Roses 11. Yes You Are 12. Me and Mr. Jones |

| Cd 1: 1. A Different Way 2. I Feel The Same Way 3. Like A Bullet 4. Slow It Up (met Darryl Cole) 5. Boardwalk Café 6. Live Life Get By 7. Call Me 8. Home 9. Another Way Cd 2: 1. In The Back 2. Just Dance 3. So Hot (met Darryl Cole) 4. Empty Hearts 5. Why Ya Messing With Me 6. Walk Away 7. Freaky thang 8. Damn you're so sexy |

| 1. Get Ready 2. The Tracks of My Tears 3. Dancing in the Street 4. Ain't Nothing Like the Real Thing 5. War 6. Midnight Train to Georgia 7. Money (That's What I Want) 8. Ooo Baby Baby 9. You Can't Hurry Love 10. Uptight 11. You Are the Sunshine of My Life 12. Come See About Me |

|  |

## Trivia
- Sandrine won een TMF-award en een Zamu-award.
- Sandrine nam in 2007 deel aan het tweede seizoen van de televisiedanswedstrijd Sterren op de Dansvloer op VTM waarin zij als eerste werd weggestemd.